# Torre dello Ziro
La Torre dello Ziro è un maschio del castello di Scalella in Pontone, contrada della città di Scala, dominante sulle confinanti città di Amalfi e Atrani.
La torre appare nello stemma della frazione.

## Storia
Per la Torre dello Ziro sussistono problemi di datazione. Gli studiosi, non escludono che potrebbe trattarsi della ricostruzione di una più antica opera del ducato di Amalfi, la "Turris de Sancto Felice", citata in un documento del 1151.
Eretta su un rilievo calcareo, che si affaccia sulla città di Amalfi, di cui è parte integrante del paesaggio, era circondata un tempo da mura merlate, di cui sussistono le tracce. Ha subito restauro e trasformazioni, nel 1292, nel 1305 e nel 1335. Un altro intervento si data al 1480, ordinato da Antonio Piccolomini, Duca di Amalfi. Risulta che ai primi del XVIII secolo era in stato di efficienza e munita di cannoni, ma poco dopo fu abbandonata e privata di cure. Nel 2006 ha ricevuto dei restauri conservativi.

### La prigionia di Giovanna d'Aragona
Nei primi anni del XVI secolo la Torre dello Ziro fu teatro di uno dei più sanguinosi episodi della storia di Amalfi perché, al suo interno, fu prima rinchiusa e poi giustiziata ferocemente con i suoi tre figli Giovanna D'Aragona, detta "la Pazza", duchessa d’Amalfi, rea di avere contratto un matrimonio morganatico con il suo segretario.

## Struttura
Di forma cilindrica, su un'alta base scarpata, era dotata di un coronamento di archeggiature in sporto su mensole, atto alla difesa piombante, pressoché scomparso. L'organizzazione interna è da ascrivere al XIII secolo, si riscontrano tre piani in elevazione sovrapposti. Il piano terra, in origine ospitante solo un grande cisterna, è oggi diviso in due spazi, quello minore era destinato alla detenzione di "inquisiti e detenuti", calati da una botola del primo piano nella "fossa", il maggiore era sempre utilizzato per la raccolta di acqua piovana.
Il varco e la scala del pianterreno sono dunque contemporanei. L'ingresso antico, era sito al primo piano, ad un'altezza dal ruolo di circa m. 4,65. L'ingresso nella torre avveniva con l'aiuto di corde o con una scala di legno retrattile.